# Nikephoros Bryennios (Ethnarch)
Nikephoros Bryennios (mittelgriechisch Νικηφόρος Βρυέννιος; * in Adrianopel; † nach 1057) war ein byzantinischer General und Rebell gegen Kaiser Michael VI.

## Leben
Nikephoros Bryennios amtierte unter Kaiser Konstantin IX. als Ethnarch im Thema Makedonien, wo er die ausländischen Söldnerkontingente befehligte. Im Jahr 1051 brachte er den Petschenegen, die seit mehreren Jahren die Balkanprovinzen geplündert hatten, eine schwere Niederlage bei. 1054 nahm Bryennios als Strategos mit seinen makedonischen Truppen an einem Feldzug gegen die Seldschuken teil.
Als Konstantin IX. im Januar 1055 im Sterben lag, gehörte Nikephoros Bryennios zu den maßgeblichen Militärs, die den Dux von Bulgarien Nikephoros Proteuon auf den Thron von Konstantinopel bringen wollten. Dieser Plan wurde jedoch von Konstantins Schwägerin Theodora III. durchkreuzt, die den Rivalen in ein Kloster stecken ließ und nach Konstantins Tod selbst die Herrschaft übernahm. Im Zuge einer Säuberungsaktion in der militärischen Führungsspitze wurde auch Bryennios, den die westlichen Tagmata offenbar gegen Theodora zum Kaiser ausrufen wollten, entlassen und in die Verbannung geschickt.
Nach Theodoras Tod am 31. August 1056 wurde Bryennios von dessen Nachfolger Michael VI. aus dem Exil zurückgeholt. Er erhielt zwar seinen früheren Rang zurück, nicht jedoch die beschlagnahmten Güter und Ländereien. Als Bryennios 1057 erneut mit einem Kontingent von 3000 Mann zur Verstärkung in das von den Seldschuken bedrohte Kappadokien entsandt wurde, entschloss er sich, Michael VI. zu stürzen. Dabei konnte er auf die Unterstützung anderer prominenter Generäle des Ostens, darunter Isaak Komnenos, zählen, die mit ihrer Behandlung durch den Kaiser unzufrieden waren. Bei seiner Ankunft in Kappadokien misshandelte Bryennios einen kaiserlichen Beamten, der sich seinen Anordnungen widersetzt hatte, und ließ ihn ins Gefängnis werfen. Die beteiligten Offiziere verweigerten ihm dann aber nach einem Streit über ihre angemessene Bezahlung die Gefolgschaft, nahmen ihn gefangen, blendeten ihn und überstellten ihn nach Konstantinopel. Dieses Vorgehen veranlasste den Mitverschwörer Isaak Komnenos zur Usurpation, die am 30. August 1057 zur Absetzung Michaels VI. führte.
Nikephoros Bryennios’ gleichnamiger Sohn, ebenfalls ein prominenter General, erhob sich 1077 als Gegenkaiser gegen Michael VII. Sein Enkel (oder Urenkel), der Geschichtsschreiber Nikephoros Bryennios, war Kaisar unter Alexios I. und Johannes II.